# Anthemis maroccana
Anthemis maroccana là một loài thực vật có hoa trong họ Cúc. Loài này được Batt. & Pit. mô tả khoa học đầu tiên năm 1918.